# Hôtel Adlon (Berlin)
Pour les articles homonymes, voir Adlon.
L’Hôtel Adlon Kempinski initialement hôtel Adlon, est un établissement situé dans le centre-ville de Berlin, 77 avenue Unter den Linden, donnant sur la porte de Brandebourg, sur la Pariser Platz, à proximité du Mémorial aux Juifs assassinés d'Europe. Il fait partie du Leading Hotels of the World.

## Histoire

### Empire allemand
Vers 1900, suivant le modèle américain, il devint à la mode dans la jet set fortunée européenne de donner de grandes réceptions, des bals, des dîners et autres festivités dans de grands établissements et résidences hôtelières. Ces établissements proposaient les dernières avancées techniques et tout le luxe que l'époque avait à offrir.
Le Berlin de l'époque impériale était impatient d'avoir lui aussi une « grande adresse » comme les autres métropoles avec le Ritz à Paris et peu après à Londres, l'hôtel Astoria à Saint-Pétersbourg, l'hôtel Imperial à Vienne, le Bristol ou le Grand Hôtel de Rome. En 1905, Lorenz Adlon, caviste et restaurateur renommé, achète sur le boulevard Unter den Linden le terrain sur lequel se dresse un beau bâtiment en mauvais état, le palais Redern, dessiné par Karl Friedrich Schinkel. Le comte Redern était décédé en 1883. Un neveu hérita du palais et le loua au marchand d'art Eduard Schulte. L'association de peintres « XI » y exposa ses œuvres en 1899. Max Liebermann en faisait partie. Le bâtiment se détériora rapidement, aboutissant à sa vente en 1905.
À l'époque, la perspective de la construction d'un hôtel de luxe suscita des protestations, car l'architecture traditionnelle connaissait un renouveau et l'immeuble se trouvait sous « Denkmalschutz », c'est-à-dire classé. Le facteur décisif fut l'intervention personnelle de l'empereur Guillaume II, qui cherchait à faire de Berlin, jusque-là ville de garnison, le centre flamboyant de son Empire. Lorenz Adlon profita ainsi d'un soutien aussi inattendu que maximal, faisant des envieux. On prétendit que Lorenz Adlon était l'ami de l'empereur, voire un enfant illégitime de la famille Hohenzollern.
Lorenz Adlon fait donc construire à cet emplacement l'hôtel Adlon, sur les plans des architectes Carl Gause et Robert Leibniz. Le 23 octobre 1907, l'hôtel Adlon est inauguré en présence de l'empereur Guillaume II, de l'impératrice, et d'une partie de la cour. Ils expriment leur gratitude à Lorenz Adlon d'avoir mené à bien ce projet. L'hôtel Adlon a une capacité de 450 lits, avec restaurant et divers salons. Dès les premières années, Lorenz Adlon réussit à en faire l'un des hôtels les plus connus et les plus courus du monde. Les familles de la haute noblesse vendaient leurs résidences berlinoises, préférant résider en hiver dans les suites luxueuses et bien chauffées de l'hôtel, comme Guillaume II. Le ministère des Affaires étrangères utilisait l'hôtel comme « pension de famille non officielle », car il n'avait pas de résidence appropriée pour héberger les visiteurs étrangers de haut rang. Situé au cœur du quartier des services du gouvernement et à côté des ambassades de Grande-Bretagne (en), de France et des États-Unis, l'hôtel Adlon fut également très prisé des journalistes et des reporters internationaux des grands journaux.
Sous la direction de son fondateur, l'Adlon devient donc l'établissement où il faut être vu. Les rois et les empereurs d'Europe, le tsar de Russie, le maharadjah de Patiala, mais aussi industriels et hommes politiques et artistes : Enrico Caruso, Thomas Edison, Henry Ford, John D. Rockefeller, Theodore Roosevelt, Walther Rathenau, Gustav Stresemann et Aristide Briand en sont les résidents les plus célèbres des premières années.

### Années 1920
Après la Première Guerre mondiale, la liste des invités a un peu changé, mais les « Roaring Twenties » seront l'âge d'or de l'hôtel Adlon. En effet, jusqu'en 1919, les forces d'occupation américaines avaient leur quartier général dans l'hôtel, qu'ils partageaient avec la Croix-Rouge ; ils diffuseront largement les qualités des lieux. Lorsque Lorenz Adlon meurt en 1921, sa fille aînée Anna Förster, née Adlon, et son frère cadet Louis héritent de l'hôtel. Son fils Ludwig Adlon (1874-1945) reprend le flambeau et accueille, lui aussi, les personnages de haut rang et célébrités mondiales de son époque, parmi lesquelles Louise Brooks, Herbert Hoover, Joséphine Baker, etc. Le public berlinois y arrache les boutons du pantalon de Charlie Chaplin, Marlene Dietrich y est découverte. On y rencontre Thomas Mann, Albert Einstein, Greta Garbo, etc. Là où les aristocrates avaient l'habitude de passer l'hiver séjournent désormais des « roturiers » tout aussi distingués qu'auparavant, mais aussi de riches étrangers en vacances.
Entre 1925 et 1930, l'hôtel Adlon accueille près de deux millions de visiteurs. Il est redevenu le point de convergence de Berlin.

### Régime nazi
Au moment de la prise du pouvoir par les nationaux-socialistes en avril 1933, Alfred Rosenberg installe immédiatement le siège du Bureau des affaires étrangères du NSDAP dans une aile latérale du bâtiment.
La fréquentation de l'hôtel décroît progressivement, à mettre en parallèle avec celle de la clientèle étrangère dans le jeune régime nazi. Cependant, il y eut quelques moments à la hausse, comme lors des Jeux olympiques de 1936.
L’hôtel Adlon n’a toutefois jamais été un haut-lieu du nazisme. Les nationaux-socialistes lui préfèreront en effet le Kaiserhof dans la Wilhelmstraße, l'atmosphère cosmopolite de l'hôtel ne correspondant pas au « modèle aryen ».
Pendant la Seconde Guerre mondiale, Louis Adlon fait construire un abri sous l’hôtel et un mur de briques devant le hall d’entrée pour protéger ses clients des bombardements. Il offre toujours un certain luxe, mais sert également à protéger les responsables de certaines autorités voisines comme l'inspecteur général des édifices publics. En 1943, le nombre de clients augmente à nouveau, le Kaiserhof ayant été complètement détruit lors d'un raid aérien.

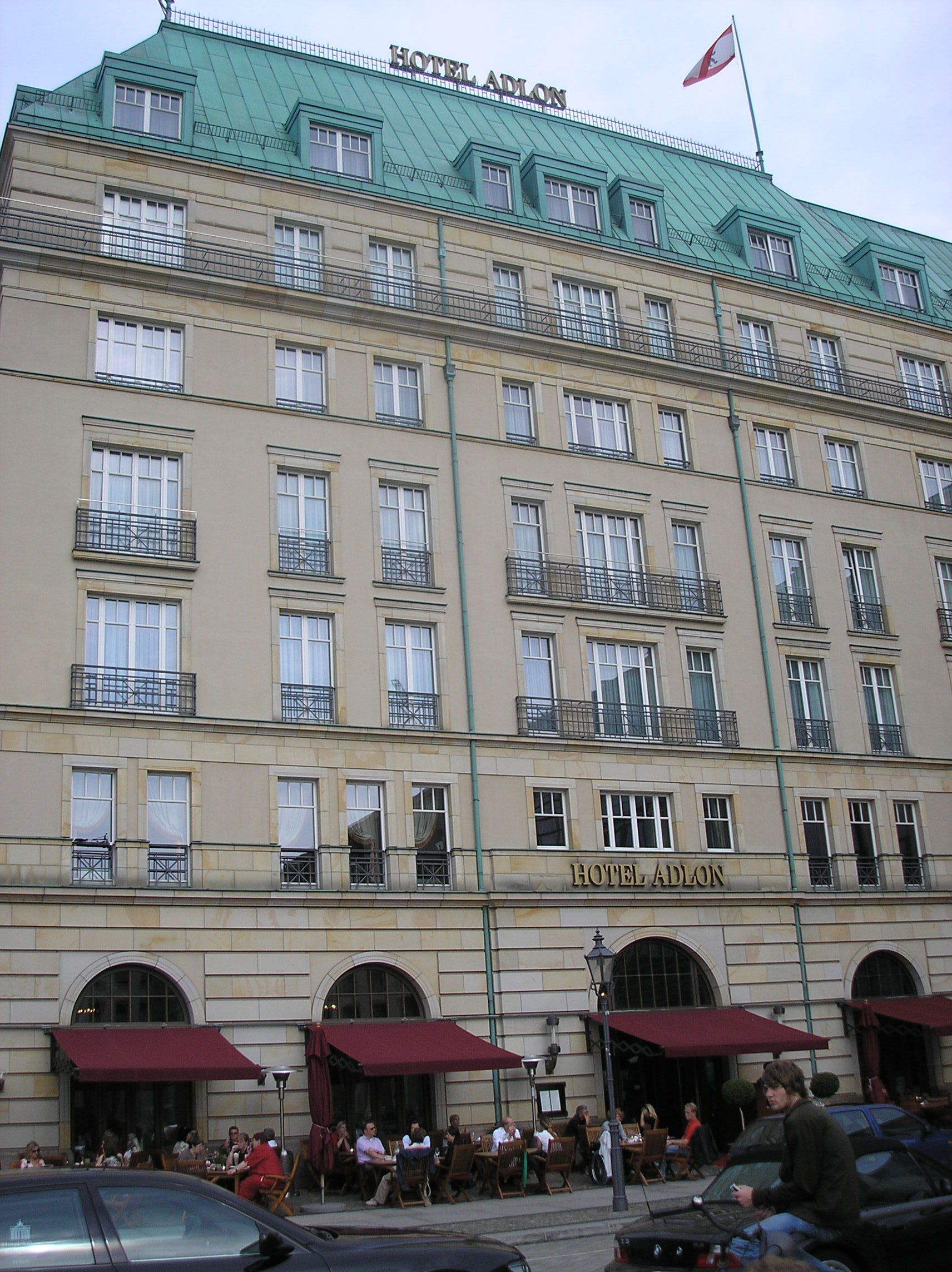
L'hôtel Adlon en 2007.

Le 25 avril 1945, Louis Adlon est arrêté à son domicile de Neu-Fahrland et emmené par des soldats soviétiques. Ils ont entendu l’hôtelier se faire appeler « Herr Direktor » et le soupçonnent d'être un haut dirigeant de l’armée allemande. Le 7 mai 1945, il meurt dans des circonstances troubles « d'un arrêt cardiaque » dans une rue de Falkensee, village dans lequel se trouvait un camp de prisonniers libérés par les Russes. Sa femme, Hedda, le fait enterrer au cimetière de la vieille cathédrale Sainte-Edwige de Berlin.
Bien que certaines parties aient été réquisitionnées d'urgence et converties en lazaret pendant les derniers jours de la bataille de Berlin, l'hôtel Adlon traversa les raids aériens de la Seconde Guerre mondiale sans grands dommages, les bombes qui rasèrent la ville l'ayant épargné.
Il en serait resté ainsi si dans la nuit du 2 mai 1945, des soldats de l'Armée rouge ivres n'avaient pas déclenché un incendie dans la cave à vin, qui détruisit l'hôtel Adlon, à l'exception d'une aile latérale.

### Guerre froide
Les occupants russes laissèrent les ruines telles quelles jusqu'en 1952, date à laquelle comme tous les autres immeubles bordant le Pariser Platz, à l'exception d'une de ses ailes, le bâtiment fut rasé pour laisser place au no man's land entre Berlin-Est et Berlin-Ouest.
Sous le gouvernement de la République démocratique d'Allemagne, l'aile latérale subsistante servit d'hôtel et de restaurant pour la Chambre de commerce (Handelsorganisation, HO) jusqu'en 1984, les autorités ayant toutefois pris soin de murer les fenêtres donnant sur Berlin-Ouest après la construction du Mur en 1961.
L'hôtel Adlon fut rénové et la façade refaite en 1964. Devenu trop petit pour les besoins de la Chambre de commerce, en 1970, ce qui restait de l'hôtel Adlon d'origine fut transformé en centre d'hébergement pour les jeunes d'un centre d'apprentissage voisin, avant d'être complètement détruit en 1984.

### Reconstruction
Avec la réunification de l'Allemagne, le terrain fut acheté par une société allemande d'investissement. Un immeuble très proche de l'original fut conçu et inauguré le 23 août 1997 en présence de Roman Herzog, alors président de la République fédérale d'Allemagne,, 90 ans après l'inauguration initiale.
Le grand hall de l'hôtel comporte une coupole en verre de style Belle Époque ainsi qu'une fontaine ornée d'éléphants (sur les photos anciennes de l'hôtel, cette dernière se trouvait dans la cour intérieure de l'hôtel).

## Galerie d'images

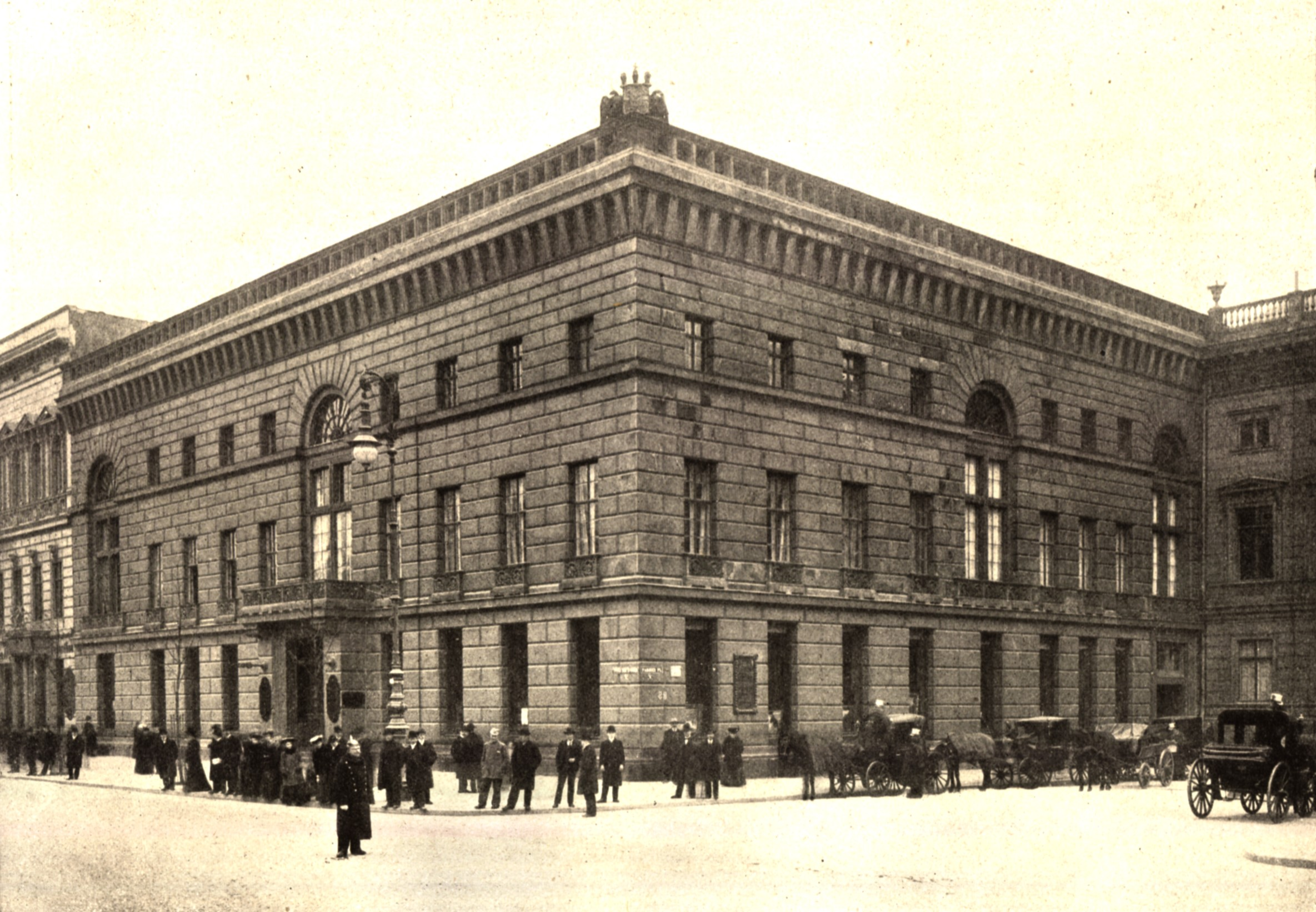
Le palais Redern vers 1900.
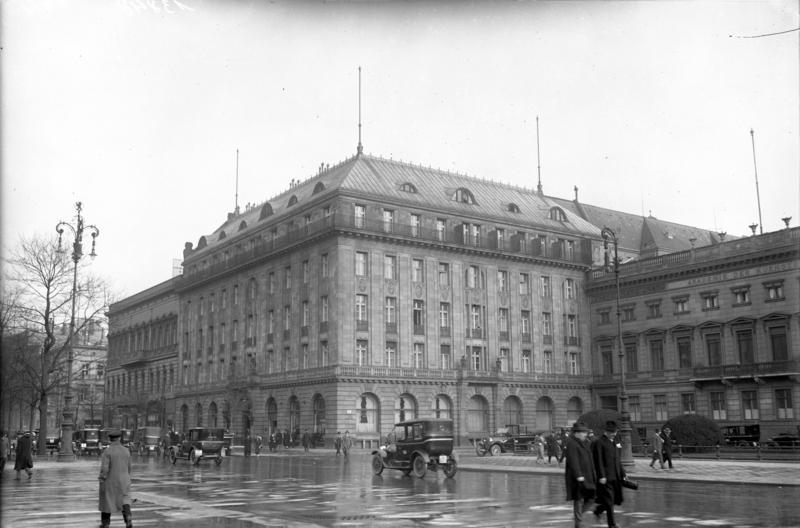
L'hôtel Adlon en 1926.
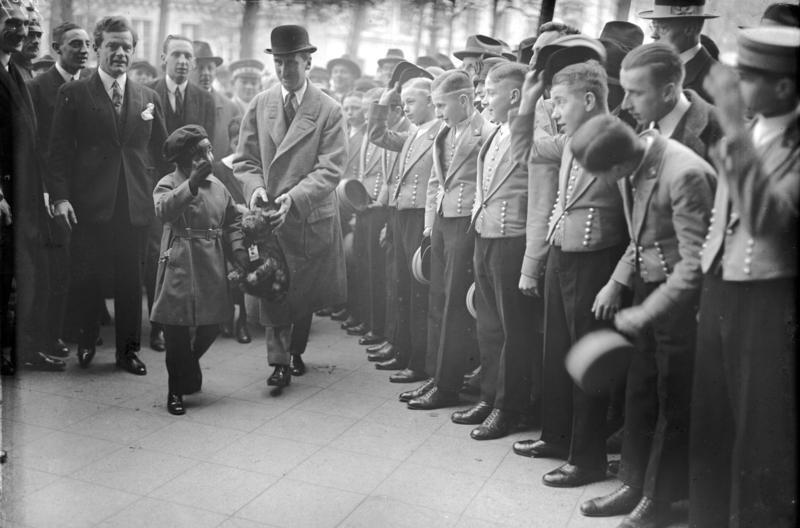
L'acteur Jackie Coogan devant l'hôtel, en 1924.
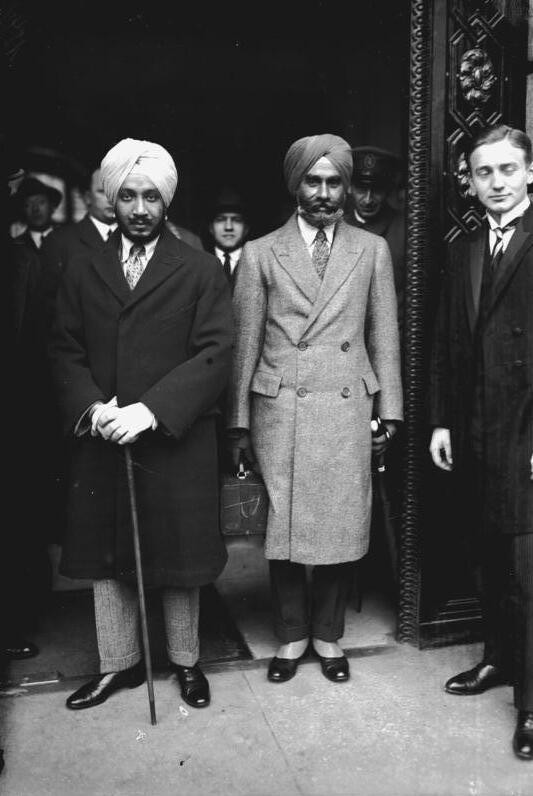
Le maharadja de Patiala devant l'hôtel, en 1928.
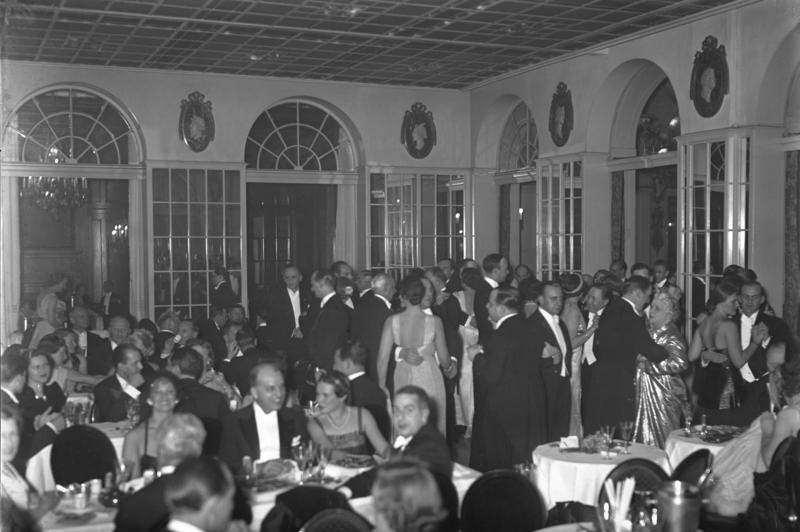
Bal à une date inconnue.
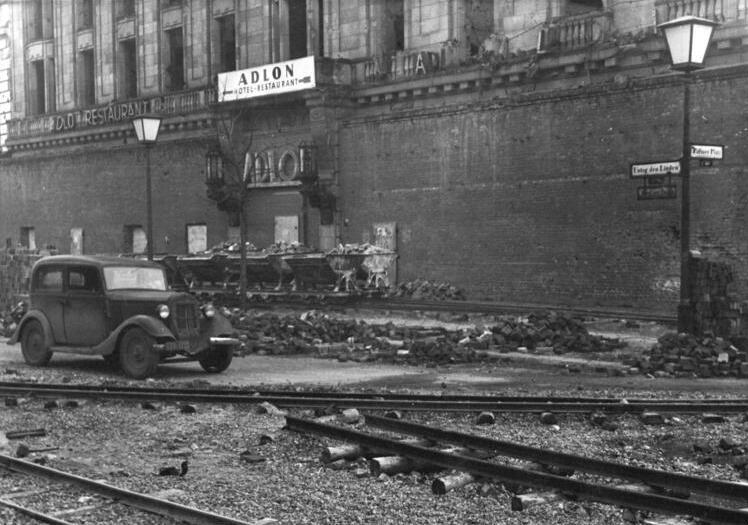
Ruines en 1950.
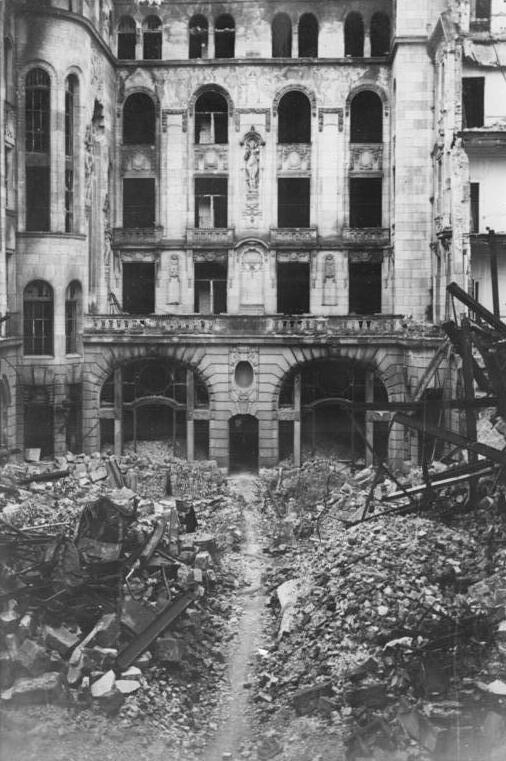
Ruines en 1950.
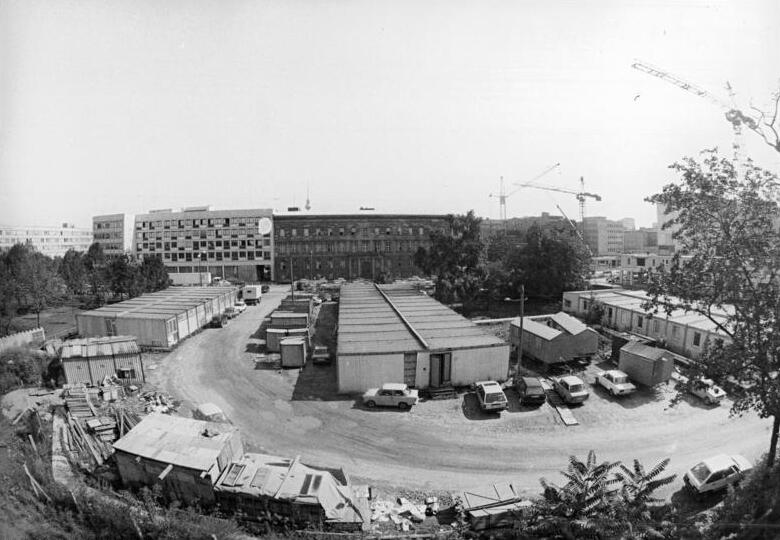
Le site de l'hôtel avant la reconstruction, en 1990.
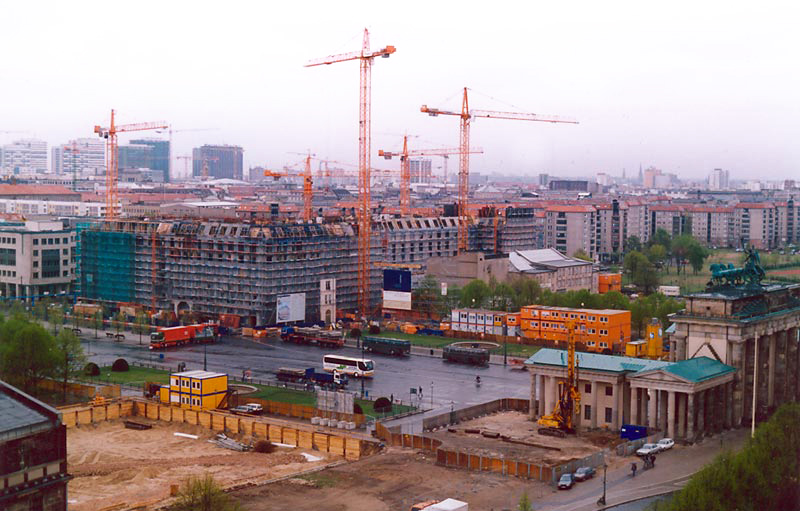
La reconstruction, en 1995.
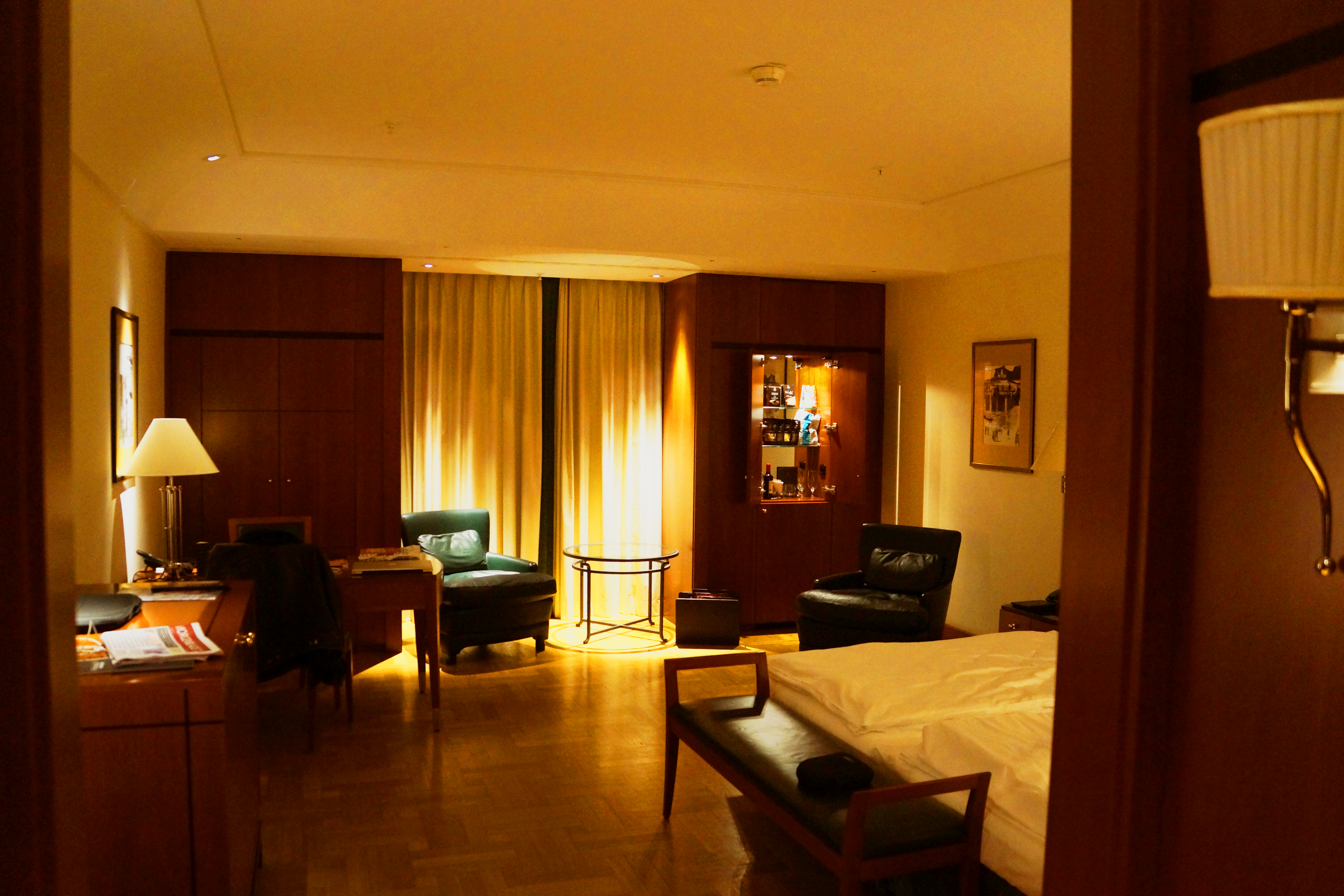
Une chambre en 2012.
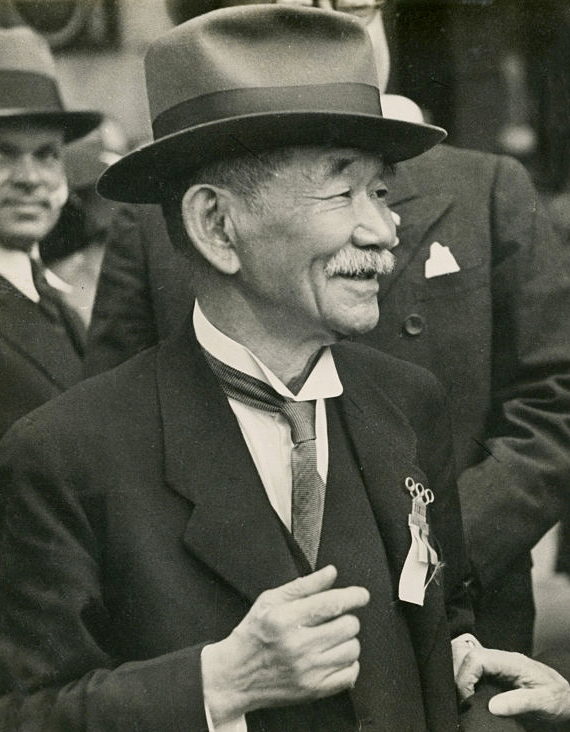
Jigorō Kanō, le créateur du judo, à l'hôtel en 1936 lors du congrés du CIO.